# Emphyleuscelus rufiventris
Emphyleuscelus rufiventris es una especie de coleóptero de la familia Attelabidae.

## Distribución geográfica
Habita en México.